# Colombia en la Copa de Oro de la Concacaf 2003
La Selección de Colombia fue uno de los 12 equipos participantes en la Copa de Oro de la Concacaf 2003, torneo que se llevó a cabo entre el 12 de julio y el 27 de julio de 2003 en Estados Unidos y México, siendo la segunda vez que es invitada a este torneo, donde logró llegar hasta la instancia de cuartos de final.
La Selección de Colombia quedaría emparejada en el Grupo B junto con Guatemala y Jamaica.

## Jugadores
El 1 de julio de 2003 el técnico Francisco Maturana a través del sitio web oficial de la Federación Colombiana de Fútbol oficializó la lista definitiva que incluye a 20 futbolistas para disputar la Copa Oro de la Concacaf. Maturana llevó un equipo alterno para mirar nuevas caras pensando en la eliminatoria a Alemania 2006, la cual estaba a punto de iniciar.
Además, 15 días atrás había tenido concentrado durante un mes a otros jugadores debido a la participación en la Copa Confederaciones. De ese grupo únicamente repitieron 7 jugadores, siendo curioso el caso de Juan Carlos Henao por no actuar ni un minuto en ninguno de los 2 torneos.
Datos correspondientes a la situación previa al inicio del torneo.
| #     | Nombre                | Posición           | Edad               | PJ Sel             | Gol Sel            | Club                   |
| ----- | --------------------- | ------------------ | ------------------ | ------------------ | ------------------ | ---------------------- |
| 1     | Faryd Mondragón       | Arquero            | 31                 | 47                 | 0                  | Galatasaray            |
| 12    | Juan Carlos Henao     | Arquero            | 31                 | 47                 | 0                  | Once Caldas            |
| 16    | Rubén Darío Bustos    | Defensa            | 30                 | 41                 | 6                  | América de Cali        |
| 5     | José Mera             | Defensa            | 31                 | 47                 | 0                  | Deportivo Cali         |
| 6     | Luis Amaranto Perea   | Defensa            | 20                 | 8                  | 1                  | Independiente Medellín |
| 4     | Gerardo Vallejo       | Defensa            | 31                 | 47                 | 0                  | Deportivo Cali         |
| 2     | Kilian Virviescas     | Defensa            | 31                 | 47                 | 0                  | América de Cali        |
| 3     | Andrés Orozco         | Defensa            | 31                 | 47                 | 0                  | Racing                 |
| 10    | Giovanni Hernández    | Mediocampista      | 30                 | 41                 | 6                  | Deportivo Cali         |
| 8     | John Harold Lozano    | Mediocampista      | 21                 | 0                  | 0                  | Pachuca                |
| 14    | Mauricio Molina       | Mediocampista      | 31                 | 47                 | 0                  | Independiente Medellín |
| 13    | David Montoya         | Mediocampista      | 31                 | 47                 | 0                  | Independiente Medellín |
| 7     | Jairo Patiño          | Mediocampista      | 23                 | 5                  | 0                  | Deportivo Cali         |
| 17    | John Javier Restrepo  | Mediocampista      | 31                 | 47                 | 0                  | Independiente Medellín |
| 15    | Rubén Darío Velásquez | Mediocampista      | 31                 | 47                 | 0                  | Once Caldas            |
| 19    | Jorge López Caballero | Mediocampista      | 30                 | 41                 | 6                  | Millonarios            |
| 20    | David Ferreira        | Mediocampista      | 30                 | 41                 | 6                  | América de Cali        |
| 18    | Jairo Castillo        | Delantero          | 30                 | 41                 | 6                  | América de Cali        |
| 11    | Elkin Murillo         | Delantero          | 30                 | 41                 | 6                  | Deportivo Cali         |
| 9     | Julián Vásquez        | Delantero          | 30                 | 41                 | 6                  | América de Cali        |
| D. T. | Francisco Maturana    | Francisco Maturana | Francisco Maturana | Francisco Maturana | Francisco Maturana | Francisco Maturana     |

## Participación

### Grupo B
Su primer partido lo jugó el día 13 de julio en Miami contra Jamaica con victoria de 1-0, luego contra Guatemala el seleccionado colombiano empató 1-1 el 17 de julio en Miami; en cuartos de final jugó contra Brasil el 19 de julio en Miami cuyo partido quedó 2-0 a favor de los brasileños y con esto, Brasil avanzaría a semifinales de la Copa de Oro.
| Equipo    | Pts | PJ | PG | PE | PP | GF | GC | DIF |
| --------- | --- | -- | -- | -- | -- | -- | -- | --- |
| Colombia  | 4   | 2  | 1  | 1  | 0  | 2  | 1  | 1   |
| Jamaica   | 3   | 2  | 1  | 0  | 1  | 2  | 1  | 1   |
| Guatemala | 1   | 2  | 0  | 1  | 1  | 1  | 3  | -1  |

| 13 de julio de 2003 | Jamaica | 0:1 (0:1) | Colombia   | Orange Bowl, Miami                                                       |                                                                          |
|                     |         |           | Patiño 41' | Asistencia: 15.423 espectadores Árbitro(s): Kevin Scott (Estados Unidos) | Asistencia: 15.423 espectadores Árbitro(s): Kevin Scott (Estados Unidos) |

| 17 de julio de 2003 | Colombia   | 1:1 (0:1) | Guatemala       | Orange Bowl, Miami                                                     |                                                                        |
|                     | Molina 79' |           | Ruiz 21' (pen.) | Asistencia: 13.000 espectadores Árbitro(s): Greivin Porra (Costa Rica) | Asistencia: 13.000 espectadores Árbitro(s): Greivin Porra (Costa Rica) |

### Cuartos de final
Tras pasar como primero del Grupo B, la selección se enfrentó el 19 de julio de 2003 con el combinado de Brasil que pasó como segundo del Grupo A.
|  | Cuartos de final | Cuartos de final |                |            | Semifinales    | Semifinales  |  |  | Final | Final |
|  |                  |                  |                |            |                |              |  |  |       |       |
|  |                  |                  |                |            |                |              |  |  |       |       |
|  |                  |                  |                |            |                |              |  |  |       |       |
|  | Estados Unidos   | 5                |                |            |                |              |  |  |       |       |
|  | Estados Unidos   | 5                |                |            |                |              |  |  |       |       |
|  | Cuba             | 0                |                |            |                |              |  |  |       |       |
|  | Cuba             | 0                | Estados Unidos | 1          |                |              |  |  |       |       |
|  |                  |                  | Estados Unidos | 1          |                |              |  |  |       |       |
|  |                  | Brasil           | 2              |            |                |              |  |  |       |       |
|  | Colombia         | Brasil           | 2              | 0          |                |              |  |  |       |       |
|  | Colombia         |                  |                | 0          |                |              |  |  |       |       |
|  | Brasil           | 2                |                |            |                |              |  |  |       |       |
|  | Brasil           | 2                | Brasil         | 0          |                |              |  |  |       |       |
|  |                  |                  | Brasil         | 0          |                |              |  |  |       |       |
|  |                  | México           | 1              |            |                |              |  |  |       |       |
|  | Costa Rica       | México           | 1              | 5          |                |              |  |  |       |       |
|  | Costa Rica       |                  |                | 5          |                |              |  |  |       |       |
|  | El Salvador      | 2                |                |            |                |              |  |  |       |       |
|  | El Salvador      | 2                | Costa Rica     | 0          | Tercer lugar   | Tercer lugar |  |  |       |       |
|  |                  |                  | Costa Rica     | 0          |                |              |  |  |       |       |
|  |                  | México           | 2              |            |                |              |  |  |       |       |
|  | México           | México           | 2              | 5          | Estados Unidos | 3            |  |  |       |       |
|  | México           |                  |                | 5          | Estados Unidos | 3            |  |  |       |       |
|  | Jamaica          | 0                |                | Costa Rica | 2              |              |  |  |       |       |
|  | Jamaica          | 0                |                |            | 2              |              |  |  |       |       |
|  |                  |                  |                |            |                |              |  |  |       |       |
|  |                  |                  |                |            |                |              |  |  |       |       |

| 19 de julio de 2003 | Colombia | 0:2 (0:1) | Brasil       | Orange Bowl, Miami                                                     |                                                                        |
|                     |          |           | Kaká 42' 66' | Asistencia: 23.425 espectadores Árbitro(s): Ken Stott (Estados Unidos) | Asistencia: 23.425 espectadores Árbitro(s): Ken Stott (Estados Unidos) |

## Goleadores
| Jugador         | Goles anotados | Asis. | PJ |   |
| Jairo Patiño    | 1              | -     | -  | - |
| Mauricio Molina | 1              | -     | -  | - |
| --------------- | -------------- | ----- | -- | - |

## Uniforme
Colombia en esta Copa de Oro usó el uniforme Lotto, conforme al convenio firmado entre la Federación Colombiana de Fútbol y la multinacional italiana en 2003 para vestir a la selección por siete años.
El uniforme titular mantiene el clásico tricolor de la Bandera de Colombia. El cuello es amarillo, las mangas tienen bordes de azul y amarillo, la pantaloneta es azul y las medias son rojas. La camiseta alternativa es azul oscuro, pantaloneta blanca y medias azules.
| Predecesor: Estados Unidos 2000 | Colombia en la Copa de Oro de la Concacaf Estados Unidos y México 2003 | Sucesor: Estados Unidos 2005 |

- Datos: Q25405916